# Coetus dos Pregadores Reformados da Frísia Oriental

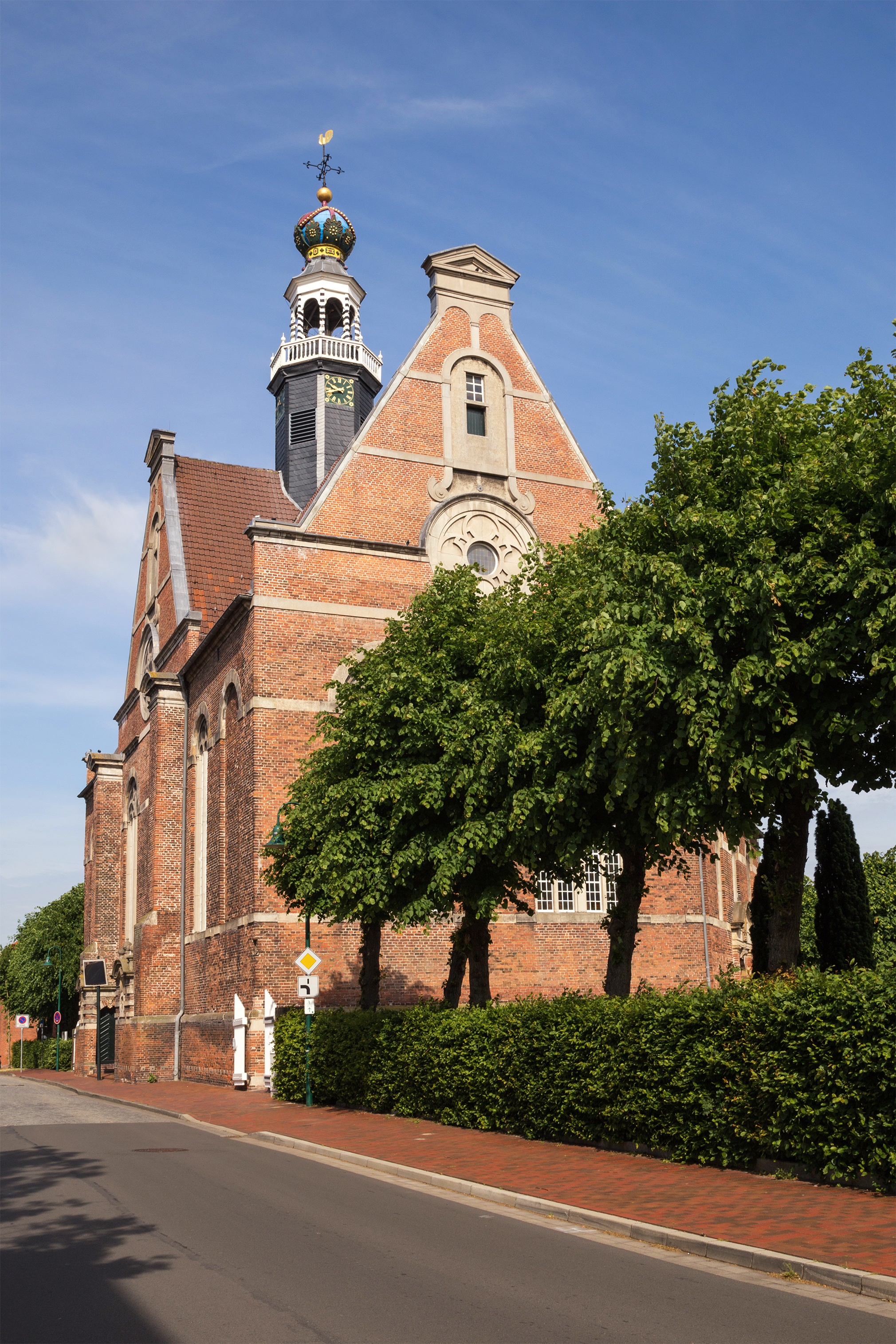
Igreja Nova de Emden, onde se localiza a Assembleia.

A Assembleia (ou Coetus) dos Pregadores Reformados da Frísia Oriental (em alemão: Coetus der reformierten Prediger Ostfrieslands) é uma assembleia ou associação de pregadores protestantes. É considerada a mais antiga associação pastoral da Igreja Evangélica na Alemanha (em alemão: Evangelische Kirche in Deutschland (EKD)). Atualmente tem entre 60 e 70 membros, e se localiza no prédio da Igreja Nova de Emden.

## História
A Assembleia (ou Coetus) dos Pregadores Reformados da Frísia Oriental foi fundado em 1544 pelo teólogo Jan Laski. Laski foi superintendente das igrejas na Frísia Oriental entre 1542-1549. Com a chegada da Reforma Protestante a região se dividiu em Ocidente calvinista e Oriente luterano, até então, em grande parte sem orientações políticas. Porém, mesmo com grande população protestante, não houve uma formação regular dos teólogos protestantes logo após a Reforma, sendo a maioria deles ex-padres católicos que haviam se convertido à nova fé. Havia também pregadores autoproclamados que apresentavam cartas de recomendação de outras comunidades.
Laski começou a fazer visitas para ver se os pregadores realmente tinham aderido à fé verdadeira. Para esta finalidade, ele fundou em 1544 a Assembleia como um grupo para todos os pregadores da igreja universal. O Coetus passa a determinar as orientações e diretrizes teológicas das igrejas da província, bem como a supervisão disciplinar que pode vir a ser imposta sobre os pastores. Aqui, vai se ter claramente o princípio reformado da colegialidade, onde não são bispos ou mesmo papas que decidem em questões teológicas ou disciplinares, mas a assembléia de pregadores colegialmente.  Até 1590, os luteranos pertenceram ao Coetus. Neste período a unidade doutrinária e teológica foi assegurada, e especialmente no que diz respeito à Ceia do Senhor. Entretanto a unidade não foi mantida por muito tempo. Desde 1590 a Assembleia reúne pastores protestantes, mas não possui autoridade hierárquica legal ou administrativa sobre as igrejas, e, é dessa forma que existe hoje. Inicialmente, as reuniões semanais aconteciam em diversos locais, até que um espaço no antigo mosteiro franciscano da cidade se tornou o lugar permanente. Algum tempo depois o novo local passou a ser na Igreja Nova de Emden.